# Dita Von Teese
Dita Von Teese (născută Heather Renée Sweet, pe 28 septembrie 1972, în Rochester, Michigan, ca Heather Renée Sweet) este o actriță americană reprezentată a dansului 
numit "new burlesque". Ea a devenit cunoscută prin căsătoria cu Marilyn Manson care a durat din 2005 până în 2007.

## Date biografice
Dita a primit de la vârsta de 4 ani lecții de balet. Când avea 12 ani se mută cu părinții în Comitatul Orange, California. În anul 1991 fotografia ei  în internet apare împreună cu "Bettie Page". Ea a fost fotografiată de fotografi ca Ellen von Unwerth, Dewey Nicks, Juergen Teller, P.R Brown, Rankin, Lionel Deluy, Sean McCall, Perou, Christophe Mourthe, Pierre et Gilles și Gottfried Helnwein. În anii 1999, 2001, 2005 și 2008 se lasă fotografiată pentru reviste . Ea a mai jucat diferite roluri în filme ale regizorului Andrew Blake. În februarie 2006 lucrează ca fotomodel pentru Jean-Paul Gaultier. În anul 2009 poate fi văzută dansând în emisiunea Eurovision Song Contest.